# اچ‌ام‌اس امپراتریس (۱۹۱۴)
اچ‌ام‌اس امپراتریس (۱۹۱۴) (به انگلیسی: HMS Empress (1914)) یک کشتی بود که طول آن ۳۲۳ فوت (۹۸٫۵ متر) بود. این کشتی در سال ۱۹۰۷ ساخته شد.